# Свенссон, Свен Отто
Свен Отто Свенссон (швед. Sven Otto Svensson, годы жизни неизвестны) — шведский шахматист, мастер. Победитель 1-го турнира северных стран.

## Спортивные результаты
| Год  | Город      | Соревнование                                      | + | − | = | Результат | Место |
| ---- | ---------- | ------------------------------------------------- | - | - | - | --------- | ----- |
| 1897 | Стокгольм  | 1-й турнир северных стран                         | 8 | 2 | 0 | 8 из 10   | 1     |
| 1905 | Стокгольм  | 5-й турнир северных стран                         | 5 | 5 | 0 | 5 из 10   | 3     |
| 1906 | Стокгольм  | Международный турнир                              | 2 | 8 | 1 | 2½ из 11  | 11    |
| 1907 |            | Матч Гётеборг — Стокгольм (против Й. Фридлизиуса) | 0 | 0 | 1 | ½ из 1    |       |
| 1908 |            | Матч Гётеборг — Стокгольм (против Й. Фридлизиуса) | 0 | 1 | 0 | 0 из 1    |       |
| 1916 | Копенгаген | 9-й турнир северных стран                         | 3 | 4 | 0 | 3 из 7    | 5     |